# SpongeBob Schwammkopf 3D
SpongeBob Schwammkopf 3D (Originaltitel: The SpongeBob Movie: Sponge Out of Water) ist ein US-amerikanischer Abenteuerfilm, basierend auf der Zeichentrickserie SpongeBob Schwammkopf. Der Film ist, nach dem im Jahr 2004 erschienenen Der SpongeBob Schwammkopf Film, die zweite Kinoproduktion zur Serie und ist am 19. Februar 2015 in den deutschen Kinos angelaufen. Die Fortsetzung SpongeBob Schwammkopf: Eine schwammtastische Rettung erschien am 5. November 2020 in Deutschland.

## Handlung
Burger-Bart befindet sich auf einer einsamen Insel und ist auf der Suche nach dem magischen Buch. Als er es schließlich findet, bemerkt er, dass es von einem Skelett bewacht wird. Es gelingt ihm jedoch, allen Fallen auszuweichen, das Buch an sich zu nehmen und damit auf sein Piratenschiff zu flüchten. In dem Buch steht die Geschichte des Krabbenburgers geschrieben, es werden auch die zahlreichen erfolglosen Versuche Planktons erwähnt, die Geheimformel zu stehlen. Sein neuester Versuch ist besonders ausgetüftelt, es gelingt ihm auch, bis in die Krosse Krabbe einzudringen, doch kurz bevor er mit seiner Maschine den Safe erreichen kann, ist der Tank der Maschine leer. Nun trifft auch Mr. Krabs ein, der Plankton auslacht. Dieser, scheinbar geschlagen, sagt, dass er sein ganzes Geld, bis auf einen letzten Penny, für seine Maschine ausgegeben habe. Seinen letzten Penny gibt er Mr. Krabs, dieser steckt ihn in seinen Safe. Doch in dem scheinbar echten Penny versteckt sich Plankton, der sich nun alleine im Safe befindet. Er tauscht die Geheimformel gegen eine Fälschung aus, doch kurz bevor er sich das Original schnappen kann, bemerkt SpongeBob seinen Auftritt. Er hindert ihn, aus der Krossen Krabbe zu flüchten. Nun entfacht ein Streit zwischen dem Schwamm und Plankton um die Geheimformel, bis diese plötzlich verschwindet. Als nun Mr. Krabs herein kommt, denkt er, Plankton hätte etwas mit dem Verschwinden der Formel zu tun und foltert ihn. Zeitgleich wird die Kundschaft langsam unruhig, doch SpongeBob kann keine Burger mehr braten, da der Burgertresor leer ist. Da Mr. Krabs weiterhin der Meinung ist, Plankton wäre für das Verschwinden der Geheimformel verantwortlich, entführen sie ihn in den Abfalleimer. SpongeBob weiß jedoch die Unschuld Planktons und flüchtet gemeinsam mit ihm in einer großen Seifenblase. Dies ist das vorläufige Ende des magischen Buches. Burger-Bart ist unterdessen immer noch auf dem Meer und amüsiert sich über die Geschichte, doch da er nicht aufpasst, greifen Möwen ihn an und reißen die letzte Seite des Buches ab. Diese gerät unter Wasser auf das Dach von Sandys Haus. Bikini Bottom ist mittlerweile völlig zerstört und alle sind dem Wahnsinn nahe. Während der Flucht von SpongeBob und Plankton werden sie von Patrick entdeckt, der diesen festhält und vor den anderen Einwohnern verrät. Doch aus dieser Situation gelingt es SpongeBob zu fliehen.
Er geht gemeinsam mit Plankton zu seinem Haus, da er Gary für sein Team gewinnen möchte. Dieser ist jedoch auch wahnsinnig geworden und hält sich für den König der Schnecken. Enttäuscht gehen SpongeBob und Plankton zu einem einsamen und friedlichen Ort, an dem sie überlegen, wie sie Bikini Bottom retten können. Plankton kommt auf die Idee, dass sie mithilfe einer Zeitmaschine die Ereignisse rückgängig machen können. Gemeinsam flüchten an zahlreichen Wachen vorbei, um Karen, die gefangen in Planktons Restaurant ist, zu holen, was ihnen auch gelingt. In einer verlassenen Gaststätte bauen sie gemeinsam die Zeitmaschine. Nach mehreren Startschwierigkeiten, erst reisen sie vier Tage in die Zukunft und anschließend ins Weltall, wo sie auf einen geheimnisvollen Delfin namens Bubbles treffen, gelingt es ihnen, zurück zu dem Tag zu reisen, als die Geheimformel verschwand und nehmen die Formel mit. Burger-Bart eröffnet währenddessen sein neues Restaurant, wo er die Krabbenburger verkauft. Sandy hat zeitgleich den Zettel auf ihrer Kuppel entdeckt und ist der Meinung, dass ein Opfer nötig ist, um die Krabbenburger wiederzuholen. Doch genau in den Moment kommen SpongeBob und Plankton mit der Geheimformel in die Krossen Krabbe. Jedoch hat SpongeBob die Fälschung von Plankton in der Hand, was in einem großen Streit zwischen all den Gästen im Restaurant ausartet. Nun soll SpongeBob geopfert werden, doch kurz vor der Opfergabe riecht er plötzlich den Geruch der Krabbenburger. Zusammen verfolgen sie die Spur des Geruches und gelangen schließlich an die Wasseroberfläche an, was sich als Problem herausstellt, da die Freunde ja nicht über dem Wasser atmen können. In dem Moment kommt der Delfin Bubbles hinzu, den SpongeBob und Plankton im Weltall trafen. Er sorgt dafür, dass die Freunde auch an Land atmen können. Zusammen gehen sie an den Strand, wo sie den Stand von Burger-Bart entdecken. Gerade als sie sein Restaurant angreifen, schnappt sich der fiese Pirat das magische Buch und schreibt nieder, dass sich die Freunde auf der Pelikan-Insel befinden. Alles was in dem Buch niedergeschrieben wird, passiert auch in der Realität. Als sie auf der Insel angekommen sind, fällt Sandy ein, dass sie den Zettel, der auf ihrem Haus lag, mitgebracht hat. Dort schreibt SpongeBob nun auf, dass er und die anderen zu Superhelden mit magischen Fähigkeiten werden und wieder in Burger-Barts Restaurant sind. Dort angelangt versuchen sie, an das Buch zu gelangen, doch Burger-Bart flieht, wobei ihm jedoch das Missgeschick passiert, dass das Buch in den Ofen in seinem Schiff fällt und verbrennt. Gemeinsam schaffen sie nun auch, die Geheimformel wieder an sich zu reißen und zurück in die Krosse Krabbe zu gelangen. Dort angekommen kann SpongeBob wieder Krabbenburger braten und alles ist wieder beim Alten. Die Kunden genießen ihre Burger und Plankton versucht weiterhin, die Geheimformel zu stehlen. Zu Schluss sieht man den geschlagenen Burger-Bart, der gemeinsam mit den Möwen und dem Delfin rappt.

## Hintergrund

### Entwicklung
Am 4. März 2011 wurde über die Los Angeles Times bekannt, dass Paramount Pictures einen „weiteren SpongeBob-Film“ produziere. Am 28. Februar 2012 kündigte Paramount Pictures CEO Philippe P. Dauman an, der Film solle Ende 2014 in die Kinos kommen. Er fügte hinzu, dass der Film „ihre neue Tricktechnik“ verwenden soll. Nickelodeon erhofft sich aufgrund der größeren Popularität seit Der SpongeBob Schwammkopf Film höhere Einnahmen als beim Vorläufer. Am 10. Juni 2014 wurde der Originaltitel des Films „The SpongeBob Movie: Sponge Out of Water“ bekanntgegeben. Ausführender Produzent, sowie Drehbuchautor des Films ist SpongeBob-Erfinder Stephen Hillenburg. Die Produktion endete offiziell im November 2014.
Das Budget für diesen Film betrug rund 74 Millionen US-Dollar. Das weltweite Einspielergebnis betrug rund 325 Millionen US-Dollar.

### Animation
Der Film setzt sich aus zwei verschiedenen Tricktechniken zusammen: dem Zeichentrick und der Computeranimation. Für die Unterwasser-Szenen war Rough Draft Studios mit Hauptsitz in Südkorea zuständig. Die mit dem Computer animierten Szenen übernahm Industrial Light & Magic. Auf die Frage, von welcher Tricktechnik der Film Gebrauch machen wird, antwortete Regisseur Paul Tibbitt: „Ich möchte nicht zu viel verraten, aber der Film wird hauptsächlich 2D sein“.

### Dreharbeiten
Die Realfilm-Szenen wurden von Mike Mitchell geleitet. Die Dreharbeiten zu SpongeBob Schwammkopf 3D begannen am 30. September 2013 und endeten am 5. November selben Jahres, während Savannah (Georgia) und Tybee Island als Drehorte dienten.

### Synchronisation
Noch bevor der Film in der deutschen Fassung zu Ende synchronisiert werden konnte, starb der Synchronsprecher von Thaddäus Tentakel, Eberhard Prüter. Den ersten Trailer konnte er noch einsprechen. Im Film wird er ersetzt durch Tobias Lelle. Die restlichen Synchronsprecher sind größtenteils dieselben wie in der Serie.

### Roman
- David Lewman: SpongeBob Movie Junior Novelization, Golden Books; Dgs edition, ISBN 978-0-385-38775-0

### Musik
Der Soundtrack zum Film wurde von John Debney komponiert. Pharrell Williams steuerte mit seiner Band N.E.R.D einige Lieder für den Film bei. Eines der Lieder stammte von Ennio Morricone.

## Kritiken
„Absurd komisch ist dieses quietschgelbe Vergnügen, das noch an das Gute im Menschen glaubt.“

„Platschender Meeresquatsch klatscht auf digitalen Bildermatsch.“

## Veröffentlichung
Die Veröffentlichung des Films war ursprünglich für Ende 2014 geplant, wurde allerdings auf den 13. Februar 2015 verschoben. Am 5. Juni 2014 wurde der Film eine Woche vorverschoben, um Komplikationen mit dem kommenden Film Fifty Shades of Grey von Universal Pictures zu vermeiden.

### Marketing
Erste Szenen aus dem Film wurden bei der San Diego Comic-Con International am 25. Juli 2014 gezeigt. Der erste Trailer wurde am 31. Juli veröffentlicht.

## Nominierungen
Nickelodeon Kids’ Choice Awards 2015
- Nominiert als Lieblings-Animationsfilm

## Videospiel
Ein Videospiel mit dem Namen SpongeBob Heldenschwamm, das inhaltlich direkt am Ende des Films anknüpft, wurde in Nordamerika am 3. Februar für Nintendo 3DS, Xbox 360 und PlayStation Vita veröffentlicht.